# Megamastax
Megamastax is een geslacht van uitgestorven basale beenvisachtigen uit het Siluur van de huidige Volksrepubliek China.

## Vondst en naamgeving
In het begin van de eenentwintigste eeuw werden op een heuvel bij het stuwmeer van de rivier de Xiaoxiang in Yunnan fossielen gevonden van een vis.
In 2014 werd de typesoort Megamastax amblyodus benoemd en beschreven door Brian Choo, Zhu Min, Zhao Wenjin, Jia Liaotao en Zhu You'an. De geslachtsnaam is afgeleid van het Oudgrieks μέγας, megas, 'groot' en μάσταξ, mastax, 'kauwende kaak'. De soortaanduiding is afgeleid van het Griekse ἀμβλύς, amblys, 'stomp', en ὀδούς, odous, 'tand'.
Het holotype IVPP V18499.1 is gevonden in een laag van de Kuantiformatie die dateert uit het Ludfordien met een minimale leeftijd van 423 miljoen jaar. Het bestaat uit een linkeronderkaak. Daarnaast zijn toegewezen de specimina IVPP V18499.2, een stuk linkeronderkaak; en IVPP V18499.3, een rechterbovenkaaksbeen.

## Beschrijving

### Grootte en onderscheidende kenmerken
Het holotype heeft een lengte van 129 millimeter. IVPP V18499.2 heeft een bewaarde lengte van 109 millimeter; vergelijking met het holotype leidde tot een schatting voor de intacte lengte van 173,65 millimeter. Een vergelijking met de verwant Guiyu leverde een schatting voor de lichaamslengte op voor het holotype van tussen de 645 tot 903 millimeter en voor specimen IVPP V18499.2 van 868 tot 1215 millimeter, dus ruwweg ruim één meter. Uit het Siluur zijn verder geen vissen bekend van langer dan een halve meter, wat zou impliceren dat Megamastax de tot dan toe grootste gewervelde was.
De beschrijvers wisten enkele onderscheidende kenmerken vast te stellen. Er staan in de onderkaak twee rijen opeengepakte kegelvormige tanden op het buitenste dentarium, terwijl de binnenste vier coronoïden ieder een paar vergroeide ver uiteen staande stompe tanden hebben. De coronoïden zijn vergroeid met de binnenzijde van de onderkaak terwijl de achterste drie aan de binnenzijde overgroeid worden door een langwerpige voorste tak van het prearticulare. De buitenzijden van onderkaak en bovenkaaksbeen zijn bedekt door een laag cosmine doortrokken van poriën.

### Skelet
De onderkaak van Megamastax is achteraan weliswaar tamelijk hoog, met een grote opening voor de kaak binnendringende sluitspier, maar vooraan langgerekt, licht naar binnen en boven krommend.
De configuratie van de tanden is uniek. Op het buitenste dentarium staan twee rijen echte tanden, terwijl de buitenste rij meestal uit schijntanden bestaat. De buitenste rij heeft smallere maar even hoge tanden als de binnenste rij. De coronoïden hebben ieder grote driehoekige vergroeide tanden met het profiel van een afgestompte driehoek. Deze tanden hebben een ronde dwarsdoorsnede en zijn geheel glad aan de buitenkant, zonder rimpels of wikkelingen. Ze staan niet in tandkassen maar op een doorlopende middenrichel. Er staan dus in totaal zowel links als recht in de onderkaken drie rijen tanden.

## Fylogenie
Megamastax werd binnen de Osteichthyes, de beenvissen in ruimere zin, in de Sarcopterygii geplaatst, de kwastvinnigen, overigens zonder exacte kladistische analyse.

## Levenswijze
De stompe binnenste rij van tanden is een gezien als een aanwijzing voor durofagie: het eten van gepantserde prooien zoals schaaldieren, schelpdieren en pantservissen. In het leefgebied van Megamastax waren ongewervelde Brachiopoda, Mollusca en trilobieten aanwezig en als gepantserde gewervelden Placoderma en Galeaspidae. Misschien was daartoe op het dermopalatine van de bovenkaak een overeenkomende rij stompe tanden aanwezig. Huidige vissen met zo'n voedingswijze hebben meestal vooraan kegelvormige tanden om een prooi te grijpen waarna die meer achter in de muil vermorzeld wordt. Megamastax zou daar dan van afwijken doordat de grijpende kegelvormige tanden zich aan de zijranden bevinden.
Megamastax zou dus in zijn leefgebied de gewervelde apexpredator geweest zijn. Deze grootte spoort niet goed met bestaande modellen die aangeven dat tijdens het Siluur de concentratie zuurstof in de atmosfeer, en daarmee de zeeën, te laag was om grote vissen mogelijk te maken. Pas rond vierhonderd miljoen jaar geleden zou de concentratie zijn toegenomen tot de 40% van de huidige waarde die als minimum geldt voor vissen boven de één meter. Zelfs als de zuurstofbehoefte van Megamastax gezien zijn vrij trage prooien relatief laag lag, zou hij vermoedelijk toch in zijn grootte begrensd zijn daar vissen notoir gevoelig zijn voor zuurstoftekorten. Het bestaan van Megamastax lijkt daarom een ondersteuning van een nieuw model, GEOCARBSULF, dat hogere zuurstofniveaus voorspelt voor het late Siluur. Een alternatieve verklaring is dat de productiviteit van de laat-Silurische zeeën hoger lag door een vroegere kolonisering van het land door planten dan tot nu toe werd aangenomen. Dit zou grotere hoeveelheden fosfaten in zee hebben doen spoelen, welke bemesting grotere dieren zou hebben mogelijk gemaakt.